# Buteo sanya
Buteo sanya är en utdöd fågel i familjen hökartade rovfåglar inom ordningen hökfåglar. Arten beskrevs 1998 utifrån fossila lämningar från sen pleistocen funna i La Brea utanför grottan Luobidang på ön Hainan i Kina.